# Otocinclus affinis
El otocinclo dorado (Otocinclus affinis) es una especie de peces de la familia Loricariidae en el orden de los Siluriformes.
Es un pez común en acuariofilia por su capacidad para "limpiar el acuario" (ya que se alimenta de las algas que suelen aparecer en los acuarios). Además es uno de los loricáridos más pequeños que existen.

## Distribución geográfica
Se encuentran en Sudamérica: aguas dulces del estado de Río de Janeiro (Brasil), aguas dulces del río Ucayali (Perú).

## Morfología
Los machos pueden llegar a alcanzar los 5 cm de longitud total. Posee una boca suctora en posición ínfera y también tiene espina de refuerzo en todas las aletas, excepto en la adiposa y caudal. Su color de fondo es entre ocre y dorado, posee una franja negra que va desde la base de la aleta caudal hasta la porción terminal de su boca. Va con un moteado negro a café obscuro discontinuo en todo el dorso, hasta la base de la caudal. Sobre el pedúnculo caudal tiene una marca redondeada (a menudo dividida en dos) que entra en parte en la aleta caudal, lo que le diferencia de otras especies de Otocinclus, de las que es difícil de distinguir. Especialmente se confunde a menudo con Otocinclus mariae y Otocinclus vittatus, cuya coloración está basada más en grises que en ocres y cuya mancha en el pedúnculo caudal es única.

## Condiciones de mantenimiento
Su temperatura ideal es de 21° a 26°, su pH entre 5.5 a 7.5 y gH entre 3°d a 14°d. Agua blanda a semiblanda. Son muy sensibles a los nitratos (debe tratarse de que nunca superen los 10mg/l) y también a los medicamentos. La aclimatación debe ser lenta y controlada, preferiblemente con gotero.
Se deben mantener en acuarios de no menos de 40 litros, y no ingresar ninguno de estos peces en acuarios recién instalados, ya que su dieta principalmente consiste en algas, y en ausencia de estas, aunque se le suministren otros alimentos, podría morir.

## Alimentación
Son principalmente vegetarianos, y su dieta se basa principalmente en algas marrones y verdes, vegetales (previamente cocidos) como calabacín, guisantes, lechuga, espinaca, pepino, etc. y proteicos como la larva roja de mosquito. También necesitan un tronco para proveerse de celulosa.

## Comportamiento
Son totalmente pacíficos. Se trata de una especie tímida, la cual no se deberá mezclar con especies robustas o que puedan depredar sobre él. Deben mantenerse en grupos preferiblemente de 4 a 6 ya que un ejemplar solitario es incluso aún más tímido. 